# スオミ KP/-31
スオミ KP/-31とは、フィンランドで開発された短機関銃である。
“KP”とはフィンランド語で短機関銃を意味する“Konepistooli”の略称であり、スオミ（Suomi）とはフィンランドを指す言葉である。

## 歴史

### 開発経緯
20世紀、フィンランド国防軍は制式短機関銃として、試作型のスオミM1922を経てスオミ KP/-26を使用していた。KP/-26はコッキング・ハンドルとボルトを別にし、射撃中の反動を抑えることに成功、またレシーバー後部キャップのノブを回転させることにより、発射速度の調整が出来て銃身の交換も容易だった。しかし、ボトルネック型の7.65mmパラベラム弾を採用したため大きくカーブしたバナナ型弾倉は送弾不良などが多発した。
1930年、これまでにさまざまなフィンランド軍の兵器開発に携わっていた銃設計技師アイモ・ラハティは、KP/-26の弱点を改良したスオミ KP/-31の試作型を発表し、翌年にフィンランド軍に制式採用された。生産はティッカコスキで行われ、輸出や警察向けに二脚とフロントグリップを装備したバリエーションも少数生産された。

### 採用後の実績
1939年11月30日、フィンランド領内に4個軍・計70万人のソ連赤軍が侵攻した（冬戦争）。兵力・火力共に劣勢のフィンランド軍は善戦し、KP/-31もその戦力の一翼を担った。
本銃を用いたスキー部隊（通称：シッシ部隊）の一撃離脱攻撃により、ソ連軍を一時的に国境外に追い出すことに成功した。
この戦いの際、モシン・ナガンM28-30を使用して505人を狙撃し、スナイパーとして史上最多の確認戦果記録を持つシモ・ヘイヘはこのサブマシンガンを使用し、前述の記録とは別に200人以上、非公式なものを含めれば狙撃で殺害した542人よりも多くの敵兵士を倒したと言われている。
ソ連軍は鹵獲したKP/-31を持ち帰りPPSh-41など短機関銃開発の参考にした。またスイス、ブルガリア、スウェーデンでもライセンス生産され、大戦中はフィンランドに駐留していたドイツ軍でも使用された。
後期生産品には、銃口部にマズルブレーキが追加された。
KP/-31は、1990年代までフィンランド軍で使用された。

## 性能
作動方式はオーソドックスなシンプルブローバック・オープンボルトを採用している。射撃モードはセミ/フルの切り替え式で、トリガーガードの前方にセイフティを兼ねたセレクターが搭載されている。フルオート時の発射速度は毎分900発と高くなっているが、銃自体が重く反動の制御は容易であった。弾倉は当初25発装填の箱型弾倉が設計されていたところ、信頼性の問題から20発装填に制限されて運用されており、これは発射速度の高い短機関銃の装弾数としては少なかった。後に40発のやや小型なドラム型弾倉がラハティによって開発されたが、こちらも信頼性に乏しいものであった。現在知られている71発装填のドラム型弾倉は1936年にラハティとは別の銃設計技師が開発したもので、こちらは信頼性が高く、冬戦争・継続戦争でのフィンランド軍の多くはこの71発ドラム型弾倉を装備していた。本銃を冬戦争で鹵獲した赤軍も、このドラム弾倉の構造をコピーしたものをPPSh-41などに採用している。このほかに1940年にはダブル・カラムの弾倉をさらに2列に並べたような50発の複々列式箱型弾倉が、戦後にはスウェーデンでKP/-31の後継として開発されたカールグスタフm/45用の36発箱型弾倉が逆輸入する形で採用され、後者に適合するように銃本体の弾倉の挿入口が改修されている。
コッキングはレシーバー右後端のレバーを引くことで行う。このレバーはボルトに直接取り付けられておらず、射撃時に前後しない。コッキング時の操作性は犠牲となるが、ボルトに直接取り付けられ射撃時に前後する同世代の他の短機関銃と比べ、開口部が大幅に少ないため土砂や雪など異物が機関部に混入しにくい構造となっている。トリガーかコッキングレバーを引いていない状態ではボルトが後退できない仕組みとなっており、落下などの衝撃で意図せずボルトが後退し暴発する事故を防いでいる。一方で、KP/-26にはボルトが完全に前進し切らないと撃発できない安全装置が組み込まれていたが、KP/-31ではこの機能が廃止された。また、短機関銃としては珍しく銃身を容易に交換可能となっており、銃身の根本のレバーを倒せばバレルジャケットと銃身がそれぞれ容易に引き抜ける構造となっている。
長所
- 射撃時の反動が少ない
- 銃身交換が容易
- レシーバーの開口部が排莢口と後部キャップ下面の小穴（エア抜き穴）だけで、キャップ内部には排気方向に開く逆止弁があるため、土砂や雪といった異物が機関部へ混入しにくい
- 前述の後部キャップの逆止弁は後退したボルトが再び前進する際には閉じ、ボルトの後ろの空間が負圧となるため、連射速度を抑制する効果もある。KP/-26に装備されていた逆止弁のばね圧調節ノブは省略された

短所
- 6kg以上という重量であり、71発ドラム弾倉の装填時の総重量は7.36kgに達した。

## 採用国
- スイス
- エストニア
- フィンランド
- ポーランド
- チリ
- ノルウェー
- ブルガリア
- アルゼンチン
- ブラジル
- スウェーデン
- ボリビア
- ウルグアイ
- エクアドル
- コロンビア
- パラグアイ
- ベネズエラ
- ベトナム
- キューバ
- ニカラグア
- ペルー
- ボリビア
- イスラエル
- スペイン
- ソビエト連邦
- クロアチア
- ポルトガル
- ドイツ
- スロバキア
- イタリア
- ルーマニア
- チェコスロバキア
- ハンガリー
- ユーゴスラビア
- ギリシャ
- アルバニア
- 北朝鮮

## 登場作品
ゲーム
『ドールズフロントライン』
萌え擬人化されたものが星5戦術人形「スオミ」として登場。
『バトルフィールドV』
衛生兵の武器として登場。
『ブルーアーカイブ -Blue Archive-』
キャラクターの1人であるSRT特殊学園のRABBIT小隊の隊長を務める生徒、月雪ミヤコが 「RABBIT-31式短機関銃」という名称で使用している。